# 宮前ユキ
宮前 ユキ（みやまえ ゆき、1947年10月5日 - 2014年6月23日）は、熊本県熊本市出身のカントリー歌手。娘は有里知花。

## 経歴
1969年、チャーリー永谷&ウエスタンキャノンボールにリード・ボーカルとして加入。ベトナム戦争中の各地の米軍キャンプで演奏活動。
1974年、ポリドール・レコードからレコードデビュー。同年、グレン・キャンベルの来日公演にゲスト出演。
1975年、カントリー・ミュージックの殿堂グランド・オール・オプリに出演。
1976年、シングル「お前とナッシュビル」がヒット。彼女のキャリアを通じての代表曲となる。
ラジオのディスクジョッキーとしての活躍も長く、晩年はラジオ日本のカントリー&ウェスタン番組「ミッドナイト・カウボーイ」のラジオパーソナリティを務めていた。
2014年6月23日に死去。享年66歳。

## ディスコグラフィー

### シングル
- 美しい朝 / どこへゆくの（1974.07。ポリドール）[要出典]
- 私の涙は静かです。 / 美しい朝（1974.08.21。ポリドール DR-1882。バックはポリドール・オーケストラ）
- セピア色の街 / あなたへの旅（1975.02.21。ポリドール DR-1916。バックはポリドール・オーケストラ）
- お前とナッシュビル / 行先なしの汽車（1975.12.01。ポリドール DR-3006。バックは吉川忠英とホーム・メイド）
- ジョリーン / スタン・バイ・ユア・マン（1976.07.21。ポリドール DR-6031）
- Let Me Take, Let Me Be (あなたのそばで生きるなら) / 居酒屋で（1977.06。ポリドール DR-6107。バックはラストショー）
- スイート・スイート・スマイル / すてきにさよなら（1977.12。ポリドール DR-6169。伴奏はスノーボール）
- Give Up / "浮浪雲"のテーマ（1978.06。ポリドール DR-6194。 テレビ朝日系ドラマ「浮浪雲」主題歌）
- NO THANK YOU (ノー・サンキュー) / ラヴ・ジョーカー（1979。ポリドール DR-6268）

### アルバム
- YUKI 愛を知りし時（1976.01.21。ポリドール MR-5073。バックは吉川忠英とホーム・メイド）
- Yuki On West Coast（1976。ポリドール MR-3006）
- Love Song（1977。ポリドール MR-3086。バックはスノーボール）
- My Country（1993。ポリドール DCI-95017）先行3LPからのオムニバスCD
- Last Train Home（1993。Spur/Y's CO-9303）
- Love Could Never Die（1998。Spur/Y's S-980501）
- Waltz of the Wind 風のワルツ（2006.01。PANIOLO TOYU-10206。バックはスノー・ボールズ）
- WHITE LIGHTNING（2011.10。PANIOLO TOYU-100511）